# Xã Scott, Quận Poweshiek, Iowa
Xã Scott (tiếng Anh: Scott Township) là một xã thuộc quận Poweshiek, tiểu bang Iowa, Hoa Kỳ. Năm 2010, dân số của xã này là 257 người.